# William Keighley
William Keighley (né le 4 août 1889 à Philadelphie, en Pennsylvanie et mort le 24 juin 1984 à New York) est un réalisateur et scénariste américain.

## Filmographie

### Comme réalisateur
- 1932 : Le Roi des allumettes (The Match King)
- 1933 : Ladies They Talk About
- 1934 : Easy to Love
- 1934 : Journal of a Crime
- 1934 : Dr. Monica
- 1934 : Kansas City Princess
- 1934 : Big-Hearted Herbert
- 1934 : Babbitt
- 1935 : The Right to Live
- 1935 : Les Hors-la-loi ('G' Men)
- 1935 : Mary Jane's Pa
- 1935 : Agent spécial (Special agent)
- 1935 : Stars Over Broadway
- 1936 : The Singing Kid
- 1936 : Guerre au crime (Bullets or Ballots)
- 1936 : Les Verts Pâturages (The Green Pastures)
- 1937 : La Loi de la forêt (God's Country and the Woman)
- 1937 : Le Prince et le Pauvre (The Prince and the Pauper)
- 1937 : La Revue du collège (Varsity Show)
- 1938 : Les Aventures de Robin des Bois (The Adventures of Robin Hood)
- 1938 : La Vallée des géants (Valley of the Giants)
- 1938 : Secrets of an Actress
- 1938 : Les Cadets de Virginie (Brother Rat)
- 1939 : Le Printemps de la vie (Yes, My Darling Daughter)
- 1939 : À chaque aube je meurs (Each Dawn I Die)
- 1940 : The Fighting 69th
- 1940 : Voyage sans retour ('Til We Meet Again) (non crédité)
- 1940 : Torrid Zone
- 1940 : Finie la comédie (No Time for Comedy)
- 1941 : Femmes adorables (Four Mothers)
- 1941 : Fiancée contre remboursement (The Bride Came C.O.D.)
- 1942 : L'Homme qui vint dîner (The man who came to dinner)
- 1942 : La Maison de mes rêves (George Washington Slept Here)
- 1944 : Target for Today
- 1947 : Sérénade à Mexico (Honeymoon)
- 1948 : La Dernière Rafale (The Street with No Name)
- 1950 : La Révolte des dieux rouges (Rocky Mountain)
- 1951 : Close to My Heart
- 1953 : Le Vagabond des mers (The Master of Ballantrae)

### Comme scénariste
- 1933 : Picture Snatcher
- 1951 : Close to My Heart

### Comme acteur
- 1931 : Resurrection d'Edwin Carewe : Captain Schoenbock
- 1933 : Ladies They Talk About : Man Getting a Shoeshine